# بروجستيرون (دواء)
البروجستيرون هو دواء وهرمون ستيرويدي موجود بشكل طبيعي. يعد من البروجسترونات ويستخدم بالمشاركة مع هرمون الإستروجين بشكل رئيسي في العلاج الهرموني لأعراض سن اليأس وانخفاض مستويات الهرمون الجنسي لدى النساء. يستخدم أيضًا لدى النساء لتسهيل الحمل وزيادة الخصوبة وعلاج الاضطرابات النسائية. يمكن أخذ البروجستيرون عن طريق الفم، أو عن طريق المهبل، وعن طريق الحقن في العضلات أو الدهون، بالإضافة إلى طرق أخرى. توجد أيضًا حلقة بروجستيرون مهبلية وجهاز بروجستيروني داخل الرحم (لولب رحمي) يُستخدمان لتحديد النسل في بعض مناطق العالم.
يعتبر البروجستيرون جيد التحمل وغالبًا ما تكون آثاره الجانبية قليلة أو معدومة. مع ذلك، هناك عدد من الآثار الجانبية المحتملة، مثل التغيرات المزاجية. عند تناول البروجستيرون عن طريق الفم أو بجرعات عالية، قد تحدث أيضًا بعض الآثار الجانبية المركزية بما في ذلك التهدئة والنعاس والقصور الإدراكي. يكون الدواء عبارة عن بروجستوجين طبيعي، فهو ناهض لمستقبل البروجستيرون، وهو المستهدف الحيوي للبروجستوجينات مثل البروجستيرون داخلي المنشأ. يقاوم تأثيرات هرمون الإستروجين في أجزاء مختلفة من الجسم مثل الرحم ويمنع أيضًا تأثيرات هرمون الألدوستيرون. بالإضافة إلى ذلك، للبروجستيرون تأثيرات ستيرويدية عصبية في الدماغ.
عُزل البروجسترون لأول مرة بشكله النقي في عام 1934. أصبح متاحًا لأول مرة كدواء في وقت لاحق من ذلك العام. أُطلق البروجستيرون الميكروي الفموي في السوق في عام 1980، وسمح بتناول البروجستيرون عن طريق الفم. تم اشتقاق عدد كبير من المركبات البروجستوجينية الاصطناعية أو البروجستينات من البروجستيرون واستُخدمت أيضًا كأدوية. تشمل الأمثلة أسيتات ميدروكسي بروجستيرون ونوريثيستيرون. في عام 2019، كان الدواء رقم 188 من بين أكثر الأدوية الموصوفة شيوعًا في الولايات المتحدة، بأكثر من 3 ملايين وصفة طبية.

## الاستخدامات الطبية

### العلاج الهرموني

#### سن الإياس
يستخدم البروجستيرون مع هرمون الإستروجين كعنصر من مكونات العلاج الهرموني لانقطاع الطمث لعلاج أعراض سن الإياس لدى النساء في الفترة جوار سن الإياس وبعده. يُستخدم بشكل خاص لتوفير حماية لبطانة الرحم من فرط التنسج والسرطان المُحرضين بالإستروجين لدى النساء ذوات الرحم السليم. في عام 2016، أوصت مراجعة منهجية لحماية بطانة الرحم بالبروجستيرون بـ100 ملغ/يوم من البروجستيرون فمويًا، و 200 ملغ/يوم من البروجستيرون الطبيعي فمويًا، و 45-100 ملغ/يوم من البروجستيرون الطبيعي عن طريق المهبل. يوصى أيضًا بأخذ 100 ملغ من البروجستيرون المهبلي مرتين في الأسبوع، ولكن هناك حاجة إلى مزيد من البحث حول هذه الجرعة وقد يُنصح بمراقبة بطانة الرحم. لم يوصى باستخدام البروجستيرون عبر الأدمة لحماية بطانة الرحم.

### الاضطرابات النسائية
يستخدم البروجستيرون للسيطرة على نزيف الدورة عديمة الإباضة. يُستخدم لدى النساء غير الحوامل في حال تأخر الدورة الشهرية لمدة أسبوع أو أكثر، من أجل السماح لبطانة الرحم الثخينة بالانسلاخ. تسمى هذه العملية نزيف انسحاب البروجستيرون. يؤخذ البروجستيرون عن طريق الفم لفترة قصيرة (أسبوع واحد عادةً)، ثم يوقف ويحدث نزيف.

## مضادات الاستطباب
تشمل مضادات استطباب البروجستيرون فرط الحساسية للبروجستيرون أو المركبات البروجستوجينية، والأمراض القلبية الوعائية (إنذار الصندوق الأسود)، والتهاب الوريد الخثاري، والانصمام الخثاري، والنزف المخي، واضطراب وظائف الكبد أو أمراض الكبد، وسرطان الثدي، وسرطان الجهاز التناسلي، والنزيف المهبلي غير المشخص، والحيض الفائت، والإجهاض التلقائي أو وجود تاريخ من هذه الحالات. يجب استخدام البروجستيرون بحذر عند الأشخاص الذين يعانون من حالات قد تتفاقم جراء احتباس السوائل مثل الصرع والصداع النصفي والربو وقصور القلب والقصور الكلوي. يجب أيضًا استخدامه بحذر لدى المرضى الذين يعانون من فقر الدم، وداء السكري، وتاريخ من الاكتئاب، وحالة حمل منتبذ سابقة، والأمراض المنقولة جنسيًا، ولطاخة بابانيكولاو التي تظهر نتائج غير طبيعية غير معالجة. لا ينصح باستخدام البروجستيرون أثناء الحمل والرضاعة. مع ذلك، اعتبرت الأكاديمية الأمريكية لطب الأطفال أن الدواء آمن عادةً في الرضاعة الطبيعية، ولكن لا ينبغي استخدامه خلال الأشهر الأربعة الأولى من الحمل. تحتوي بعض تراكيب البروجستيرون على كحول بنزيلي، وقد يسبب ذلك «متلازمة اللهاث» المميتة إذا أُعطي للأطفال الخدج.

## الآثار الجانبية
يعد البروجستيرون جيد التحمل، ولم تذكر معظم الدراسات السريرية أي آثار جانبية. قد تشمل الآثار الجانبية لهرمون البروجستيرون تقلصات في البطن، وآلام الظهر، وألم الثدي، والإمساك، والغثيان، والدوخة، والوذمة، والنزيف المهبلي، وانخفاض ضغط الدم، والإعياء، والإنزعاج، والاكتئاب، والتهيج، وغيرها من الأعراض. قد يحدث أيضًا تثبيط الجهاز العصبي المركزي، مثل التهدئة والقصور الإدراكي وضعف الذاكرة.
قد يترافق البروجستيرون المهبلي مع تهييج وحكة في المهبل، وزيادة الإفرازات المهبلية، وانخفاض الرغبة الجنسية، وألم أثناء الجماع، والنزيف المهبلي أو التبقيع المرافق للتشنجات، والشعور بدفء موضعي أو «الشعور بالبرودة» بدون إفرازات. قد يسبب الحقن العضلي ألمًا خفيفًا إلى معتدل في موقع الحقن. ترتبط الجرعات العالية من البروجستيرون في العضل بزيادة درجة حرارة الجسم، والتي يمكن تخفيفها بإعطاء الباراسيتامول.
يفتقر البروجستيرون إلى النشاط الهرموني غير المرغوب فيه خارج الهدف، على عكس البروجستينات المختلفة. نتيجةً لذلك، لا يبدي أي تأثيرات أندروجينية أو مضادة للأندروجين أو إستروجينية أو كورتيكوستيرويدية (قشرية سكرية). على العكس، قد يبدي البروجستيرون آثار جانبية مرتبطة بنشاطه المضاد للقشرانيات المعدنية ونشاطه الستيرويدي العصبي. مقارنةً مع البروجستين، أسيتات ميدروكسي بروجستيرون، يوجد عدد أقل من التقارير حول ألم الثدي مع البروجستيرون. بالإضافة إلى ذلك، أُبلغ أن حجم ومدة النزيف المهبلي مع البروجستيرون أقل منه مع أسيتات ميدروكسي بروجستيرون.

### الجرعة الزائدة
غالبًا ما تكون الجرعة الزائدة من البروجستيرون آمنة نسبيًا. ترتفع مستويات هرمون البروجستيرون أثناء الحمل بما يصل إلى 100 ضعف ما كانت عليه خلال دورة الدورة الطمثية العادية، رغم أن المستويات تزداد تدريجيًا على مدار فترة الحمل. تم تقييم جرعات فموية من البروجستيرون تصل إلى 3600 ملغ/يوم في التجارب السريرية، وكان التأثير الجانبي الرئيسي هو التهدئة. كان هناك تقرير حالة عن سوء استخدام البروجستيرون بجرعة فموية بلغت 6400 ملغ يوميًا. لم يكن لإعطاء نحو 500 ملغ من البروجستيرون بالتسريب الوريدي لدى البشر آثار هامة من حيث السمية، لكنه سبب الدخول في حالة نوم عميق، رغم بقاء القدرة على الاستيقاظ بالتنبيه الكافي.

### التداخلات
هناك عدة تداخلات دوائية ملحوظة مع البروجستيرون. قد تؤدي بعض مثبطات استرداد السيروتونين الانتقائية مثل فلوكسيتين وباروكسيتين وسيرترالين إلى زيادة التأثيرات المثبطة للجهاز العصبي المركزي المرتبطة بمستقبلات غابا-أ للبروجستيرون عن طريق تعزيز تحويله إلى 5 ألفا-ديهيدروبروجستيرون وألوبريجنانولون عن طريق تنشيط 3 ألفا-إتش إس دي. يعزز البروجستيرون التأثيرات المهدئة للبنزوديازيبينات والكحول. يُجدر بالذكر أن هناك تقرير حالة حول تعاطي البروجستيرون وحده بجرعات عالية جدًا. تمنع مثبطات مختزلة الألفا-5 مثل فيناستيريد ودوتاستيرايد تحويل البروجستيرون إلى الستيرويد العصبي المثبط، ألوبريجنانولون، ولهذا السبب، قد يكون لها القدرة على تقليل الآثار المهدئة وغيرها للبروجيستيرون.
البروجستيرون هو ناهض ضعيف ولكن هام لمستقبلات البريغنان إكس. وُجد أنه يحفز العديد من إنزيمات السيتوكروم بّي-450 الكبدية، مثل سيتوكروم 3إيه4، خاصةً عندما تكون التراكيز عالية، كما تكون أثناء الحمل. على هذا النحو، قد يسرّع البروجستيرون من استقلاب العديد من الأدوية.